# Eriocaulon hookerianum
Eriocaulon hookerianum là một loài thực vật có hoa trong họ Cỏ dùi trống. Loài này được Stapf mô tả khoa học đầu tiên năm 1894.